# Johann Schultz
Johann Friedrich Schultz (ur. 11 czerwca 1739 w Mühlhausen pow. iławecki, zm. 27 czerwca 1805 w Królewcu) – niemiecki filozof, matematyk i teolog luterański.
Znany jest również jako Johann Schulz lub Johann Schulze. Absolwent Albertiny. Był współpracownikiem i przyjacielem Immanuela Kanta i profesorem matematyki na macierzystym uniwersytecie. Jako duchowny osiągnął stanowisko kaznodziei nadwornego przy kościele zamkowym w Królewcu.